# Sumud

Mural a Betlem

Sumud (àrab: صمود, ṣumūd) és un terme que significa ‘resistència’ o ‘supervivència’ en el context cultural palestí. Com a estratègia política va sorgir per primera vegada entre el poble palestí a través de l'experiència de la dialèctica de l'opressió israeliana i el moviment de resistència arran de la Guerra dels Sis Dies de 1967. ‘Aquells que són ferms’, és a dir, els que presenten sumud, s'anomenen samidin, les formes singulars del qual són samid (masc.) i samida (fem.).
A mesura que es va desenvolupar el terme, el poble palestí ha distingit entre dues formes principals de sumud. La primera, «sumud estàtic», és més passiu i el defineix Ibrahim Dhahak com el «manteniment dels palestins a la seva terra». La segona, sumud muqàwim és una ideologia més dinàmica que té com a objectiu buscar maneres de construir institucions alternatives per a resistir i soscavar l'ocupació israeliana dels Territoris Palestins.
El símbol definitiu associat al concepte de sumud i al sentit palestí d'arrelament a la terra és l'olivera, omnipresent a Palestina. Una altra icona del sumud que s'ha representat sovint a les obres d'art palestines és la de la mare, i més concretament, una dona camperola representada embarassada.

## Història
A Cisjordània i a la Franja de Gaza, sumud representava l'estratègia política palestina adoptada a partir de 1967. Com a concepte estretament relacionat amb la terra, l'agricultura i l'indigenisme. La imatge ideal del palestí que es plantejava en aquesta època era la del camperol (en àrab, fellah) que es va quedar a la seva terra, negant-se a marxar. Baruch Kimmerling escriu que l'adopció d'una estratègia de sumud va ser motivada pel desig d'evitar una segona neteja ètnica. Sumud com a estratègia és més passiva que l'adoptada pels fedaïns palestins, tot i que ha proporcionat un substrat important a la narrativa dels combatents «en simbolitzar la continuïtat i les connexions amb la terra, amb la pagesia i una forma de vida rural».
A la dècada del 1970, quan l'allunyament de les activitats militants clandestines dels fedaïns palestins va donar pas completament a la noció de sumud entre els palestins que encara vivien a la que abans havia estat la Palestina històrica, la mare va sorgir com una representació de la ideologia sumud. L'estima pel patrimoni cultural i el folklore també va prosperar en aquesta època, i el cartellisme produït va convertir la imatge de dones camperoles visiblement embarassades en les icones del sumud.
A finals dels anys 1970, el sumud demanava «una tercera via col·lectiva entre la submissió i l'exili, entre la passivitat i la violència per acabar amb l'ocupació». El «sumud estàtic», encara que subratllat per la determinació de quedar-se a la pròpia terra, també es caracteritzava per una actitud de resignació. L'objectiu de romandre simplement en el seu lloc es va manifestar en la dependència de l'ajuda internacional establerta per la Lliga Àrab a Bagdad el 1978.
L'aparició de comitès d'ajuda mèdica a principis dels anys 1980, formats per metges dels hospitals de Jerusalem que passaven els seus dies lliures com a voluntaris per a establir clíniques i operar als pobles palestins va ser la primera manifestació generalitzada de la resistència sumud. El 1983 vuit d'aquests comitès estaven prestant serveis mèdics a tota Cisjordània. Unint-se per formar la Unió de Comitès de Socors Mèdics Palestins, aquesta organització de base va proporcionar un model per a altres comitès d'aquest tipus que van sorgir en els anys següents.
Sumud en aquest sentit ha significat «mantenir-se quiet malgrat l'assalt continu». No es tracta només de la resistència passiva, sinó d'«un acte de resistència i desafiament inflexible». Els refugiats palestins, tant els que viuen dins com fora dels territoris ocupats, sovint descriuen la seva capacitat de resistir i suportar la vida al camp com a sumud. La resistència dels refugiats palestins contra les massacres de Sabra i Xatila al Líban es cita com a exemple de sumud.
Noam Chomsky, al seu llibre The Fateful Triangle, cita el poeta Raja Shehadeh quan afirma que hi ha tres maneres de resistir l'ocupació: «l'odi cec (el terrorista), la submissió muda (el moderat) i la manera del samid que tria quedar-se en aquesta presó, perquè és casa seva i perquè tem que si se'n va, el seu carceller no li permetrà de tornar».